# 북촌초등학교
북촌초등학교는 대한민국 제주특별자치도 제주시 조천읍에 있는 공립 초등학교이다.

## 학교 연혁
- 1918년 3월 1일 : 창흥사숙 설립 운영 (~1944년)
- 1943년 6월 10일 : 조천동공립학교로 개교
- 1949년 2월 10일 : 4.3사건으로 폐교
- 1950년 7월 8일 : 함덕국민학교 북촌분교장 개설
- 1953년 4월 9일 : 북촌국민학교 승격
- 1996년 3월 1일 : 북촌초등학교로 교명 변경
- 2001년 2월 15일 : 북촌공립국민학교 명예졸업식(215명)
- 2002년 3월 1일 : 환경체험 중심학교(환경부 지정)(~2004.02.29)
- 2009년 3월 1일 : 청렴교육시범학교(국민권익위원회 지정)(~2010.02.28)
- 2010년 3월 1일 : 청렴교육시범학교(제주특별자치도교육청 지정)(~2011.02.28)
- 2011년 3월 1일 : 학력향상형 창의경영학교(~2014.02.28)
- 2011년 3월 1일 : 제3기 제주형 자율학교(제주특별자치도교육청 지정)(~2013.02.28)
- 2012년 3월 1일 : 돌봄교실 운영
- 2013년 3월 1일 : 제3기 제주형 자율학교(제주특별자치도교육청 지정)(~2015.02.28)
- 2013년 8월 1일 : 예술꽃씨앗학교 운영(문화체육관광부 선정)(~2016.12.31)
- 2017년 3월 1일 : 예술꽃새싹학교 운영(~2018.12.31)
- 2018년 3월 1일 :  제31대 조미영 교장선생님 부임
- 2019년 1월 25일 : 2018학년도 제66회 졸업

## 참고 자료
- 북촌초등학교 - 한국교육학술정보원 학교알리미